# Pittosporum napaliense
Pittosporum napaliense är en tvåhjärtbladig växtart som beskrevs av Earl Edward Sherff. Pittosporum napaliense ingår i släktet Pittosporum och familjen Pittosporaceae. IUCN kategoriserar arten globalt som starkt hotad. Inga underarter finns listade.

## Bildgalleri

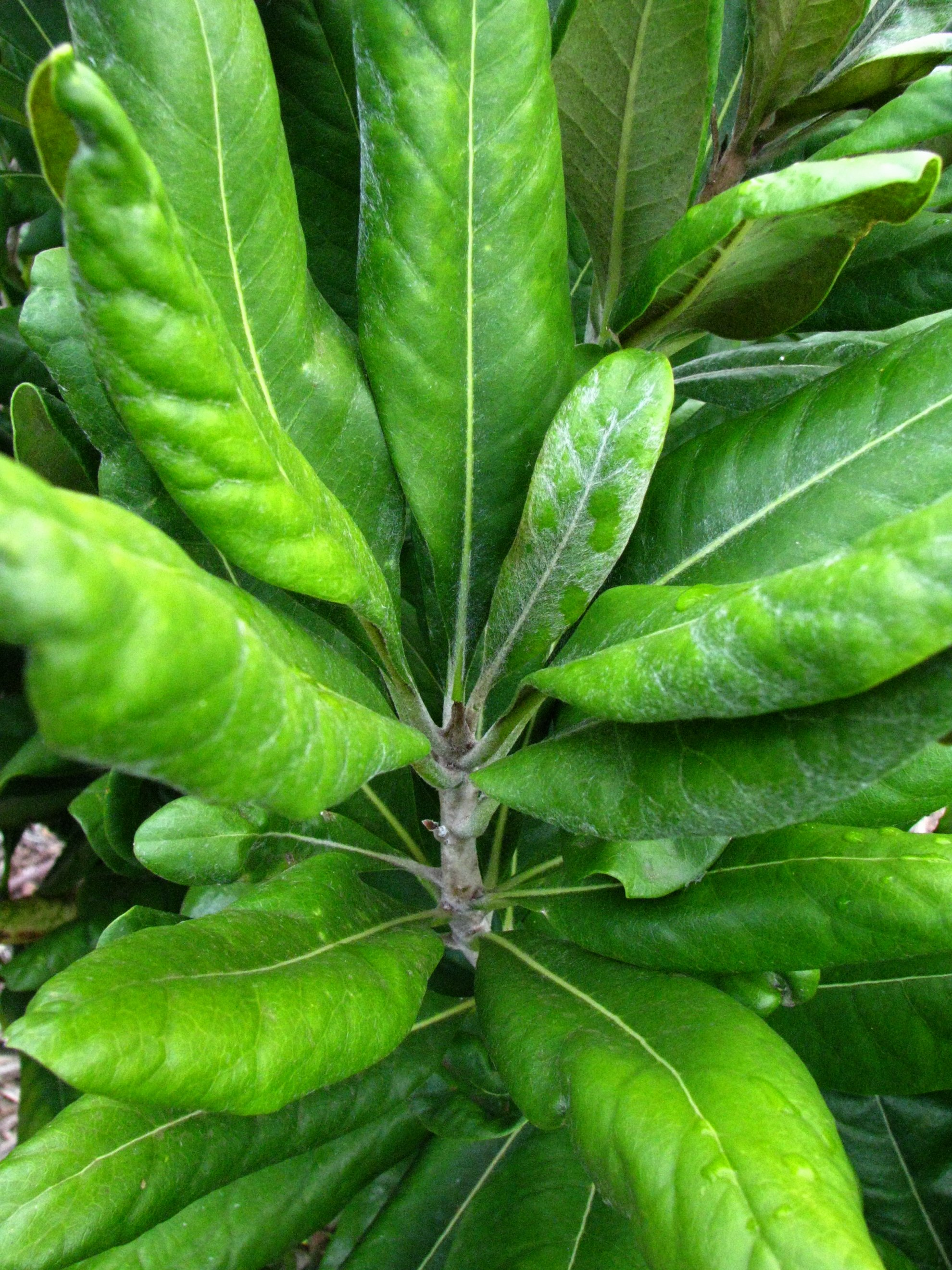
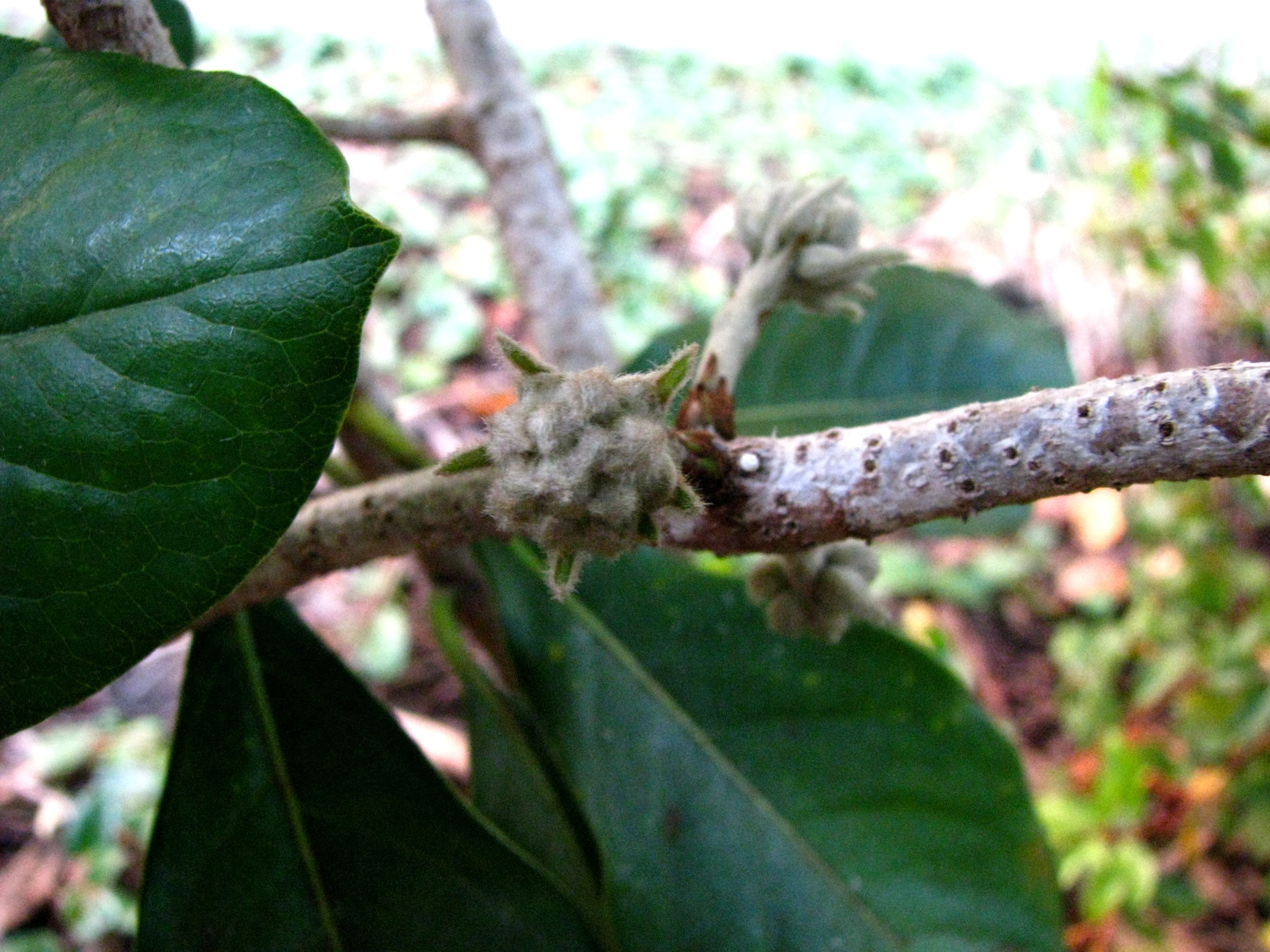
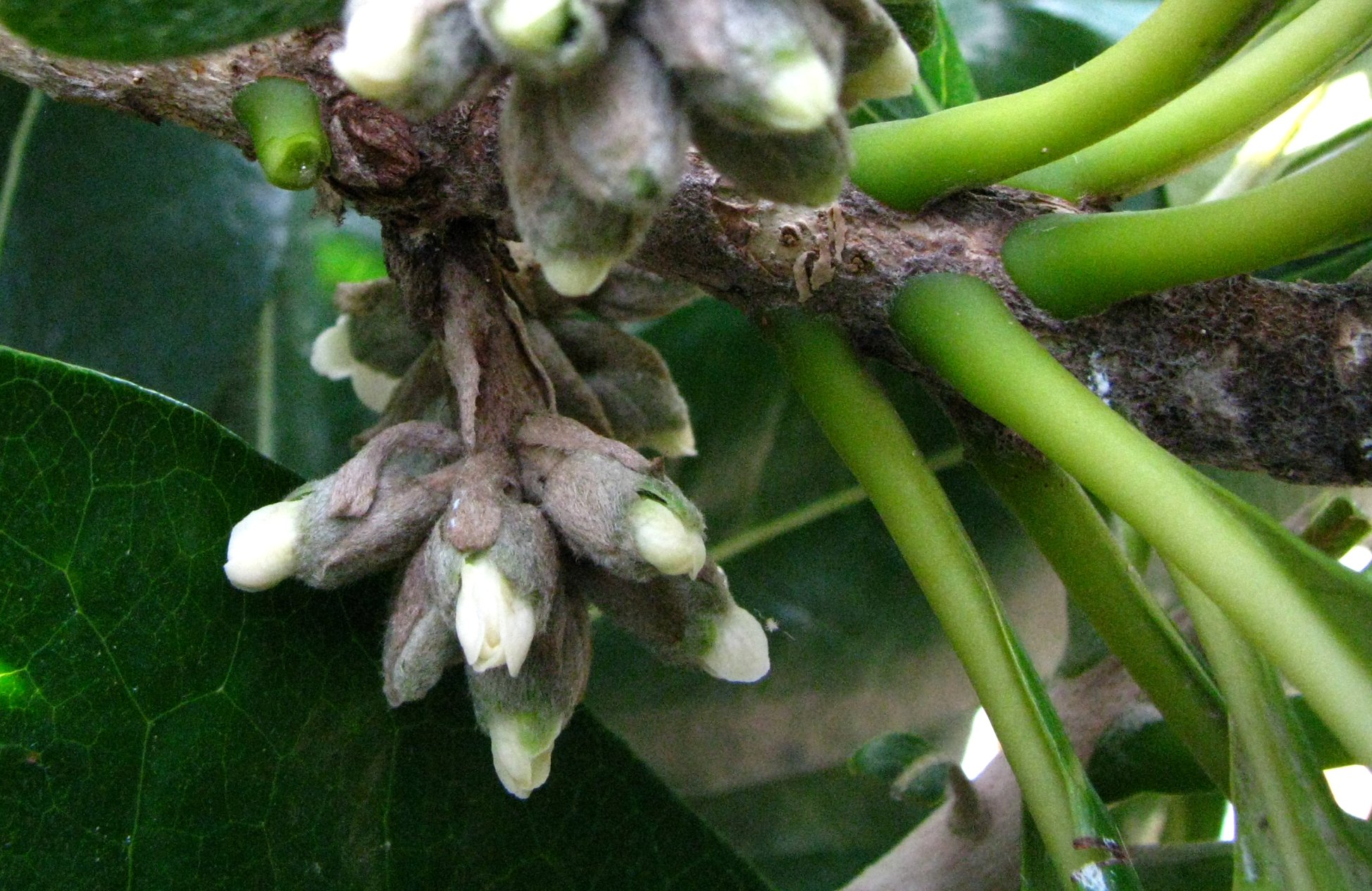
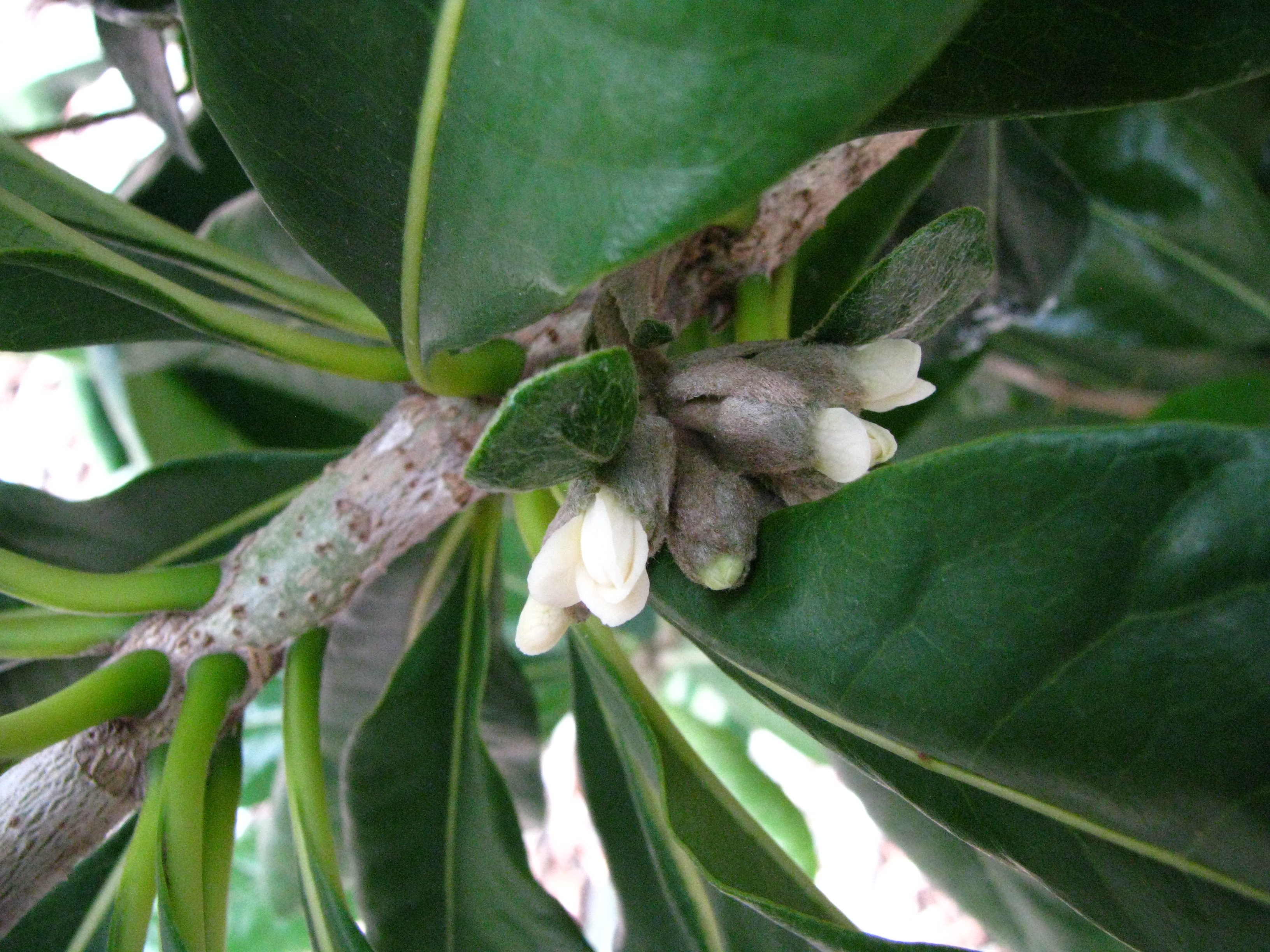
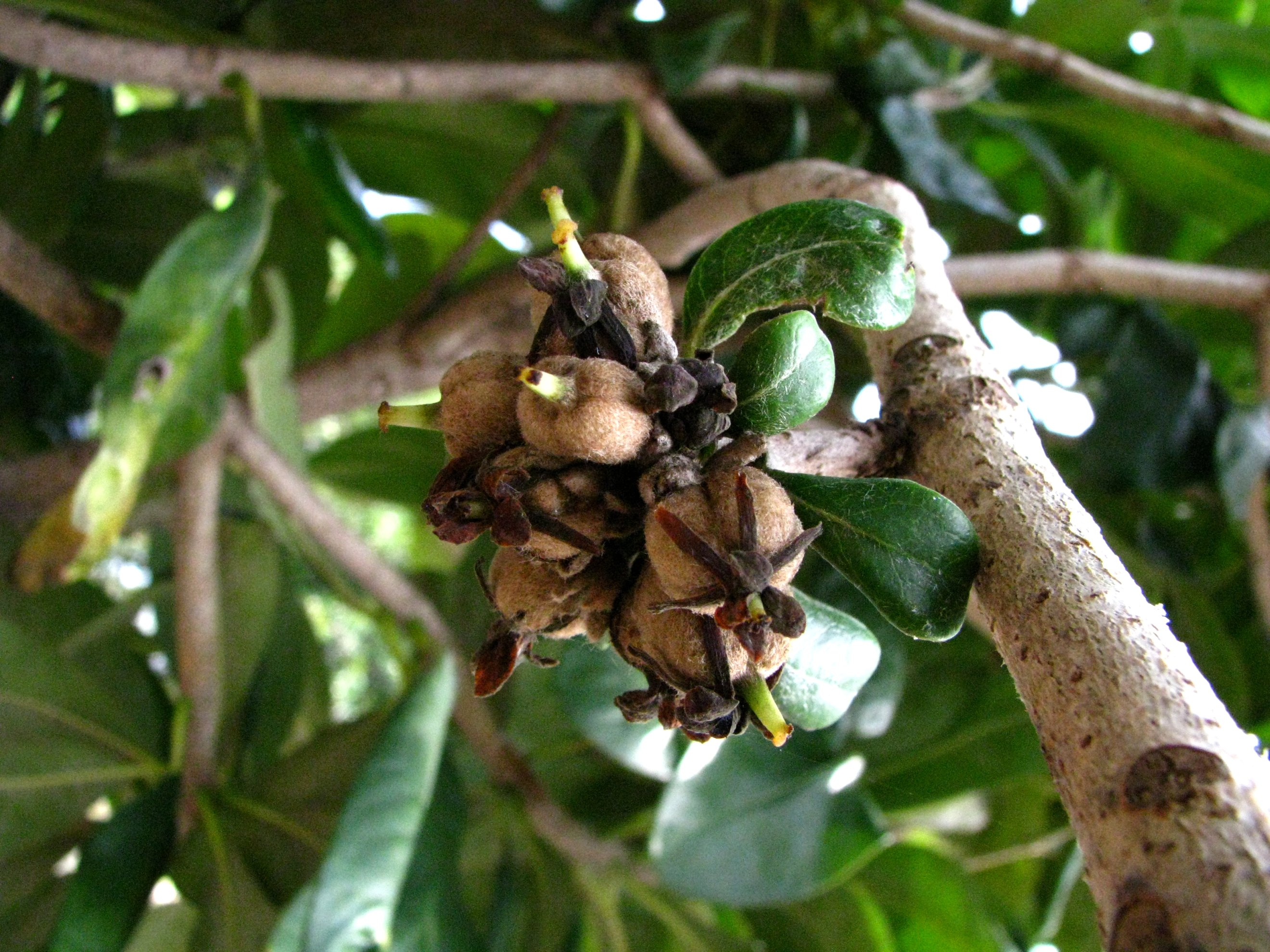
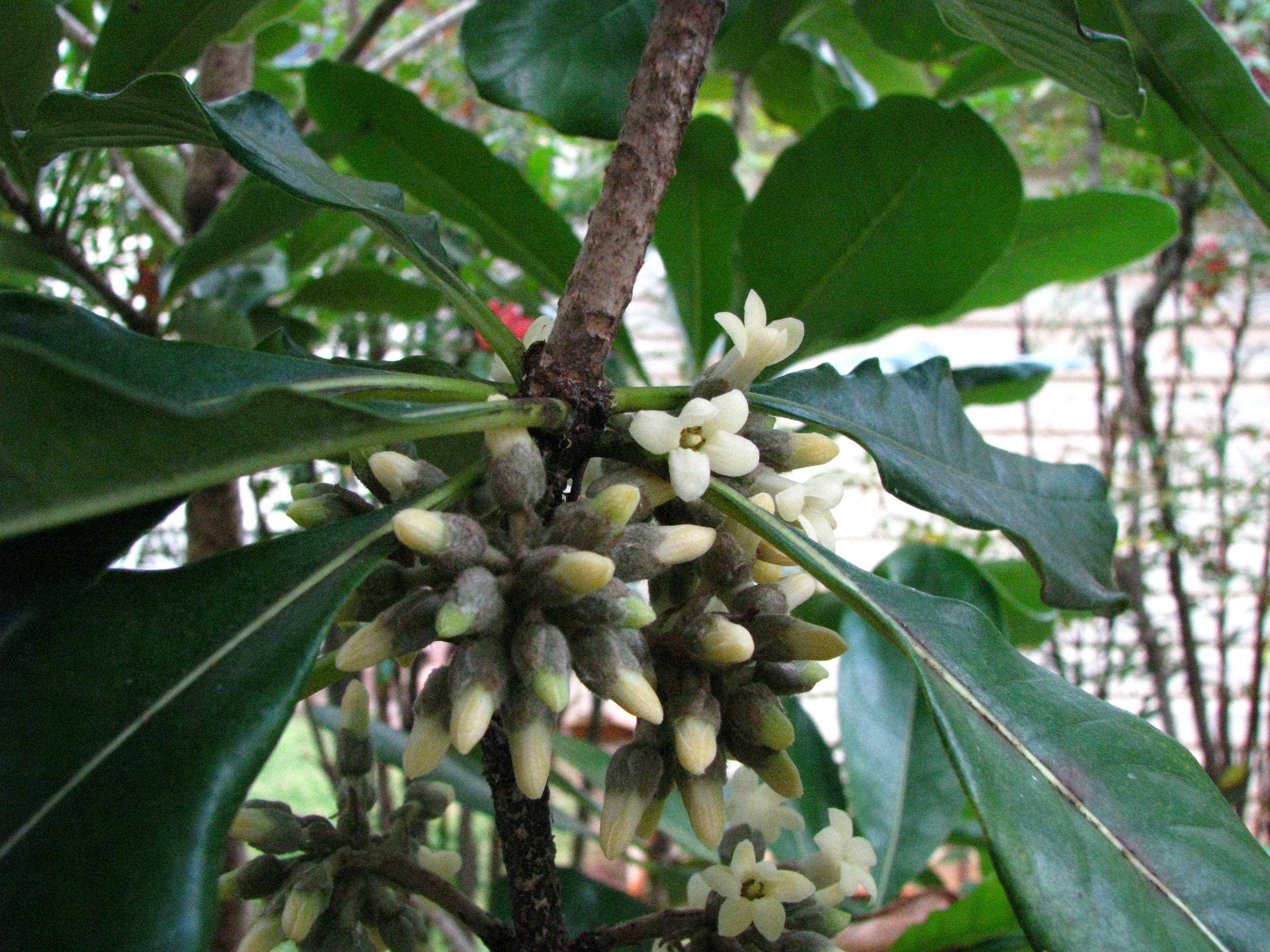